# Justiția climatică

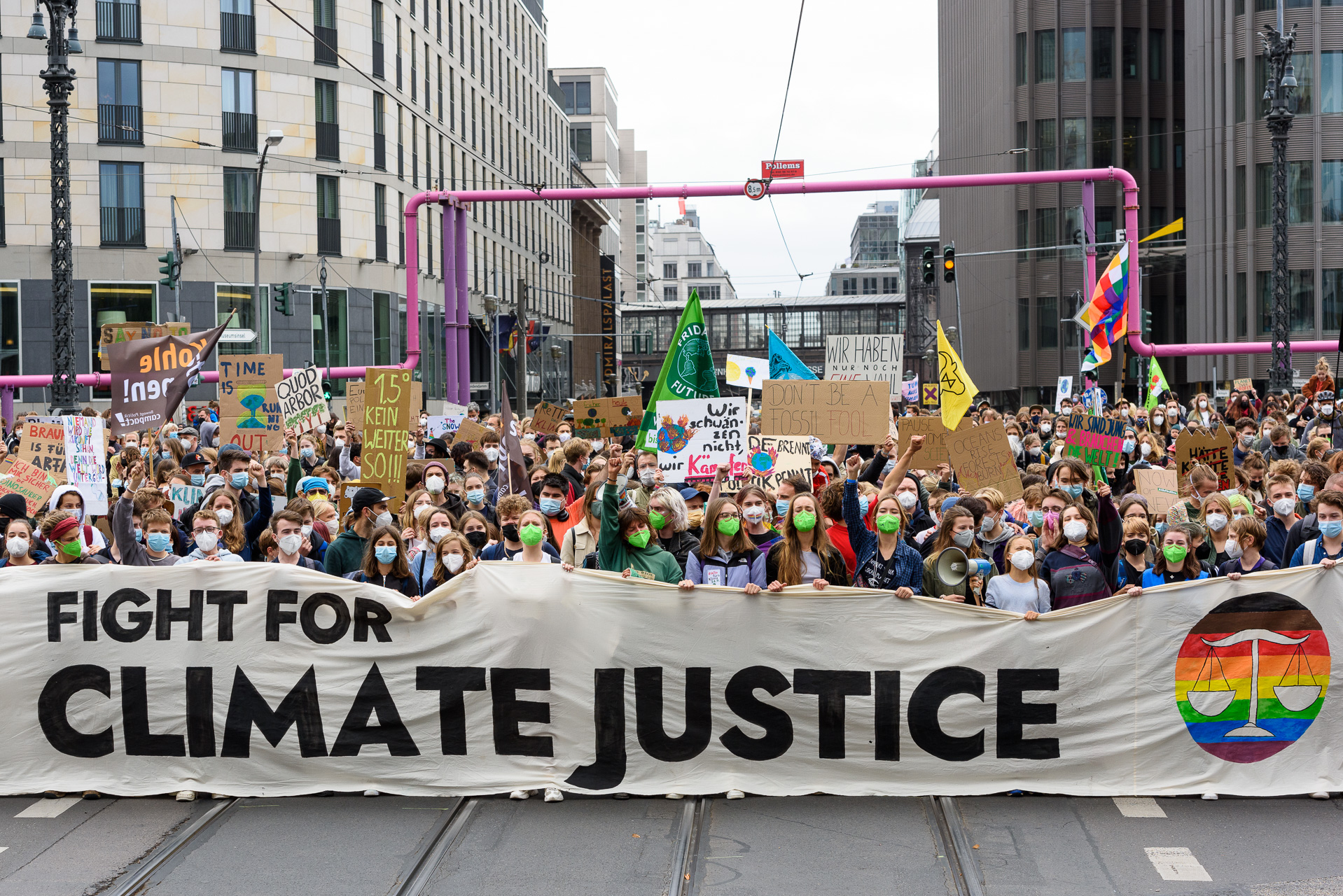
Manifestația Fridays for Future la Berlin în septembrie 2021

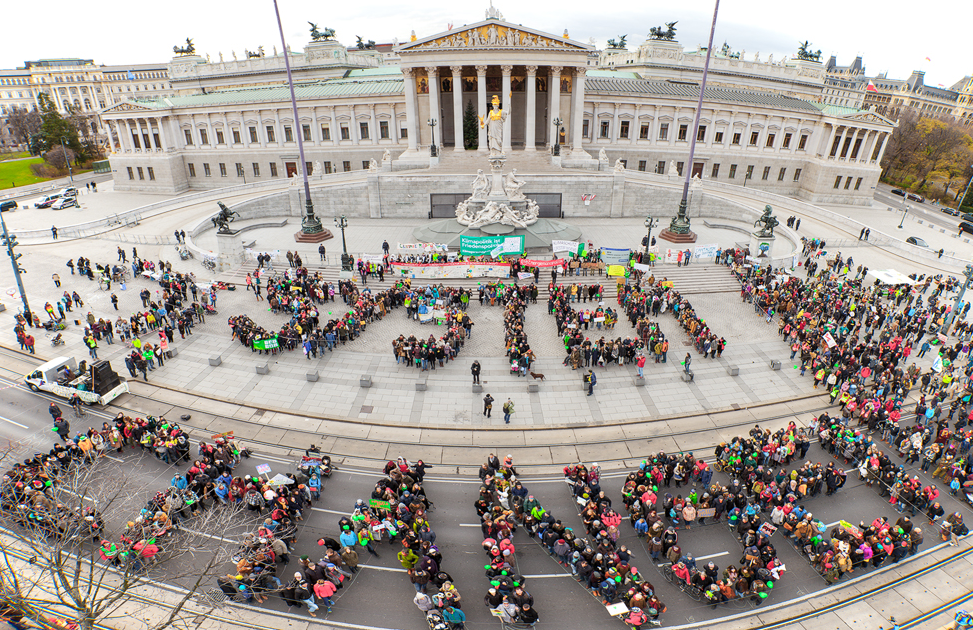
Mulți participanți ai mișcărilor care cer dreptate climatică cer și schimbarea sistemului.

Justiția climatică este un concept care abordează împărțirea justă și echitabilă a beneficiilor și greutăților create de schimbările climatice, precum și împărțirea justă a responsabilităților de a face față schimbărilor climatice. „Dreptate”, „corectitudine” și „echitate” nu sunt termeni complet identici, dar fac parte din aceeași familie de termeni înrudiți și sunt adesea folosiți interschimbabil în negocieri și politică. Etica aplicată, cercetarea și activismul folosind acești termeni abordează schimbările climatice antropice ca o problemă etică, juridică și politică, mai degrabă decât una care este doar de mediu sau fizică. Acest lucru se realizează prin corelarea cauzelor și efectelor schimbărilor climatice cu conceptele de justiție, în special justiția de mediu și justiția socială. Justiția climatică examinează concepte precum egalitatea, drepturile omului, drepturile colective și responsabilitățile istorice pentru schimbările climatice. Acțiunile privind justiția climatică pot include acțiuni juridice care au loc la nivel global privind problemele legate de schimbările climatice. În 2017, un raport al Programului Națiunilor Unite pentru Mediu a identificat 894 de acțiuni legale în desfășurare la nivel mondial. Justiția climatică este un aspect fundamental al Obiectivului de dezvoltare durabilă 13 din cadrul Agendei ONU 2030 .
Utilizarea și popularitatea limbajului justiției climatice a crescut dramatic în ultimii ani, totuși justiția climatică este înțeleasă în multe feluri, iar semnificațiile diferite sunt uneori contestate. În cel mai simplu mod, concepțiile despre justiția climatică pot fi grupate pe liniile justiției procedurale, care pune accent pe luare de decizii echitabile, transparente și incluzive, și pe justiția distributivă, care pune accent pe cine suportă costurile atât ale schimbărilor climatice, cât și ale acțiunilor întreprinse pentru a adresa aceste probleme. Grupul de lucru II al IPCC adaugă acum ca un al treilea tip de principii ale justiției climatice „recunoașterea care implică respect, implicare solidă în abordarea problemei precum și luare în considerare corectă a culturilor diverse și a perspectivelor”. Alternativ, recunoașterea și respectul pot fi înțelese ca bază pentru justiția distributivă și procesuală.
Un factor principal în creșterea popularității și luarea în considerare a justiției climatice a fost ascensiunea mișcărilor  – precum Fridays for Future, Ende Gelände sau Extinction Rebellion. Un accent special este pus pe rolul celor mai afectate persoane și zone (MAPA), și anume, grupurile în general disproporționat de vulnerabile sau afectate de schimbările climatice, cum ar fi femeile, minoritățile rasiale, tinerii, persoanele în vârstă și mai sărace. Comunitățile marginalizate din punct de vedere istoric, cum ar fi comunitățile cu venituri mici, comunitățile indigene și comunitățile de culoare se confruntă adesea cu cele mai grave consecințe ale schimbărilor climatice: de fapt, cei mai puțin responsabili pentru schimbările climatice suferă în general cele mai grave consecințe. Ele ar putea fi, de asemenea, dezavantajate și mai mult de răspunsurile la schimbările climatice, care ar putea reproduce sau exacerba inegalitățile existente.
Unele abordări ale justiției climatice promovează justiția transformativă, în care susținătorii se concentrează asupra modului în care vulnerabilitatea la schimbările climatice reflectă diferite nedreptăți structurale din societate, cum ar fi excluderea grupurilor marginalizate din mijloacele de trai rezistente la schimbările climatice și faptul că acțiunea climatică trebuie să abordeze în mod explicit aceste dezechilibre structurale de putere. Acești susținători prioritizează asigurarea faptului că răspunsurile la schimbările climatice nu repetă sau nu consolidează nedreptățile existente, care are atât dimensiunea justiției distributive, cât și a justiției procedurale. Alte concepții încadrează justiția climatică în ceea ce privește necesitatea de a reduce schimbările climatice în anumite limite, cum ar fi obiectivele Acordului de la Paris de 1,5.°C, deoarece, în caz contrar, impactul schimbărilor climatice asupra ecosistemelor naturale va fi atât de grav încât să excludă posibilitatea justiției pentru multe generații și populații. Mai mult, alții susțin că eșecul de a aborda implicațiile sociale ale tranzițiilor de atenuare a schimbărilor climatice ar putea duce la tensiuni economice și sociale profunde și ar putea întârzia schimbările necesare, în timp ce modalități care reduc emisiile de gaze cu efect de seră într-un mod echitabil din punct de vedere social – numită tranziție justă  – sunt posibile, preferabile, în acord mai bun cu drepturile omului contemporan, mai echitabile, mai etice și chiar posibil mai eficiente.